# Droga wojewódzka 192
Die Droga wojewódzka 192 (DW 192) ist eine 6 Kilometer lange Droga wojewódzka (Woiwodschaftsstraße) in der polnischen Woiwodschaft Lebus, die Nowiny mit Góraj verbindet und im Powiat Międzyrzecki liegt.

## Straßenverlauf
Woiwodschaft Lebus, Powiat Międzyrzecki
-  Nowiny
-  Góraj (Eibendorf) (DK 24)